# Bearhills Lake
Bearhills Lake är en sjö i Kanada.   Den ligger i provinsen Alberta, i den centrala delen av landet, 2 800 km väster om huvudstaden Ottawa. Bearhills Lake ligger 782 meter över havet. Arean är 4,5 kvadratkilometer. Den sträcker sig 3,6 kilometer i nord-sydlig riktning, och 2,3 kilometer i öst-västlig riktning.
Omgivningarna runt Bearhills Lake är en mosaik av jordbruksmark och naturlig växtlighet. Runt Bearhills Lake är det mycket glesbefolkat, med 2 invånare per kvadratkilometer.